# Politisches System Schwedens
Dieser Artikel behandelt das politische System Schwedens, die Gesamtheit der politischen und staatlichen Akteure, Institutionen und Prozesse der Entscheidungsfindung des Landes. Schweden ist als dezentraler Einheitsstaat und parlamentarische Monarchie organisiert. Von zentraler Bedeutung sind die direkt gegeneinander konkurrierenden Parteien und der Reichstag, der zur Wahl des Ministerpräsidenten beauftragt ist. Der König von Schweden als Staatsoberhaupt nimmt nur repräsentative Aufgaben wahr.

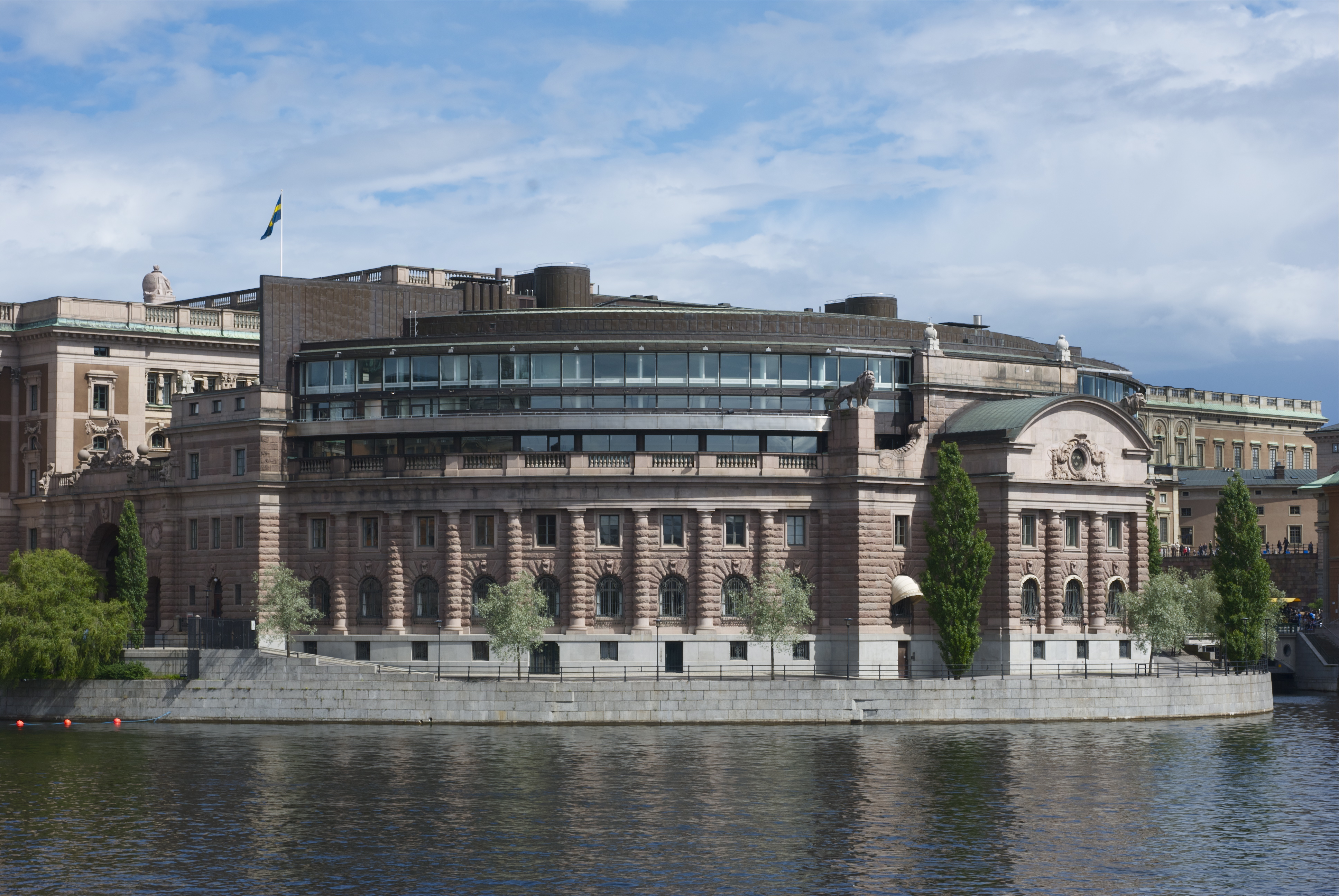
Zentrales Element der schwedischen Demokratie: der Reichstag

## Verfassung
Die schwedische Verfassung besteht aus vier Grundgesetzen:
- dem Grundgesetz zur Regierungsform (Regeringsformen, RF) aus dem Jahr 1975,
- dem Thronfolgegesetz (Successionsordningen, SO) aus dem Jahr 1810, revidiert 1979,
- dem Pressegesetz (Tryckfrihetsförordningen, TF) aus dem Jahr 1949,
- sowie dem Grundgesetz über die Freiheit der Meinungsäußerung (Yttrandefrihetsgrundlagen, YGL) aus dem Jahr 1991.

Dabei entspricht das Grundgesetz zur Regierungsform am ehesten dem Idealtypus der neuzeitlichen Verfassung.

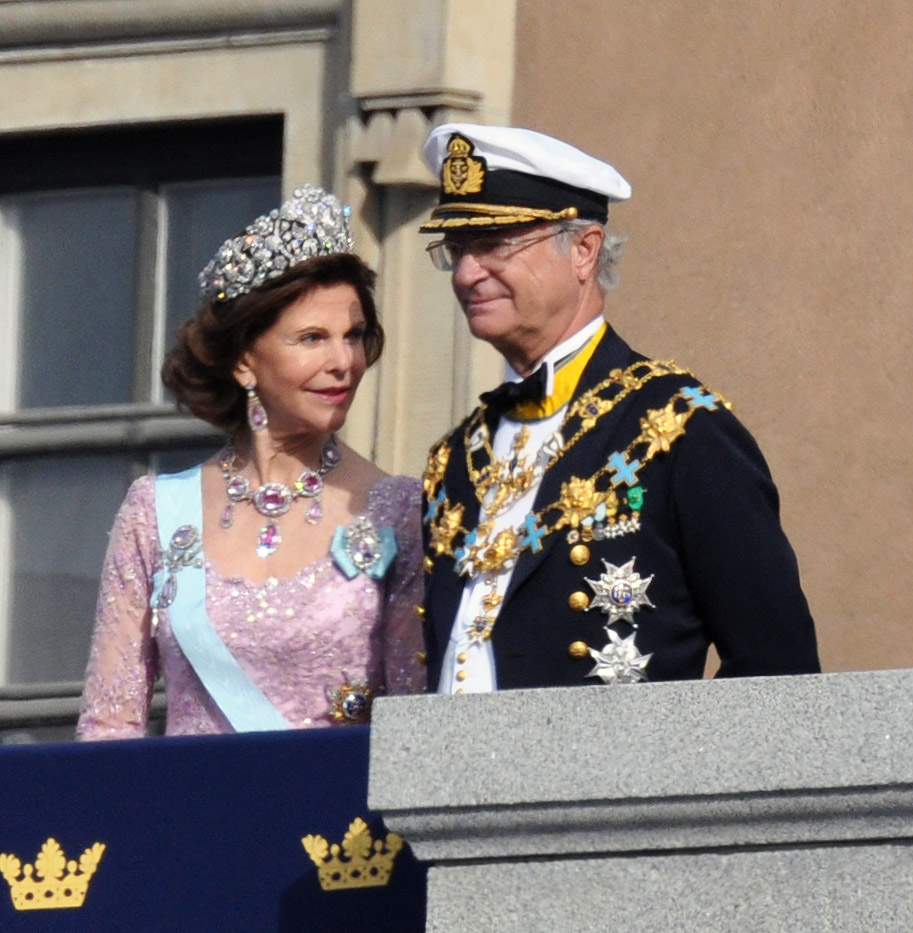
König Carl XVI. Gustaf und Silvia von Schweden am Tag der Hochzeit von Kronprinzessin Victoria

## Staatsoberhaupt
Laut dem Grundgesetz zur Regierungsform (Regeringsformen) ist Schwedens Staatsoberhaupt der König von Schweden oder der durch die Thronfolgeordnung bestimmte Regent. Die Thronfolge wird durch ein weiteres Grundgesetz, Successionsordningen, geregelt.
Die Aufgaben des Staatsoberhauptes sind gemäß Verfassung rein repräsentativ und zeremoniell. Im Gegensatz zu den Staatsoberhäuptern in anderen europäischen Monarchien unterzeichnet er keine Gesetze, ernennt keine Regierung und vertritt das Land auch nicht völkerrechtlich.
Der König ist politisch neutral und hat nur wenige Aufgaben im politischen Leben des Landes. Hierzu gehören:
- Die jährliche Eröffnung des Geschäftsjahres des Reichstags, das sogenannte „Riksmöte“.
- Der Vorsitz des ständigen Ausschusses für auswärtige Fragen („Utrikesnämnden“). Er muss bei wichtigen außenpolitischen Entscheidungen angerufen werden und beschließt im Kriegsfall die Einsetzung des 50-köpfigen Notparlaments („Krigsdelegation“). Obwohl der König den Vorsitz hat, ist er kein ordentliches Mitglied. Als Vorsitzender darf er jedoch bestimmen, ob für die Sitzungsinhalte eine Schweigepflicht gilt.

Das Staatsoberhaupt genießt politische Immunität.

## Legislative

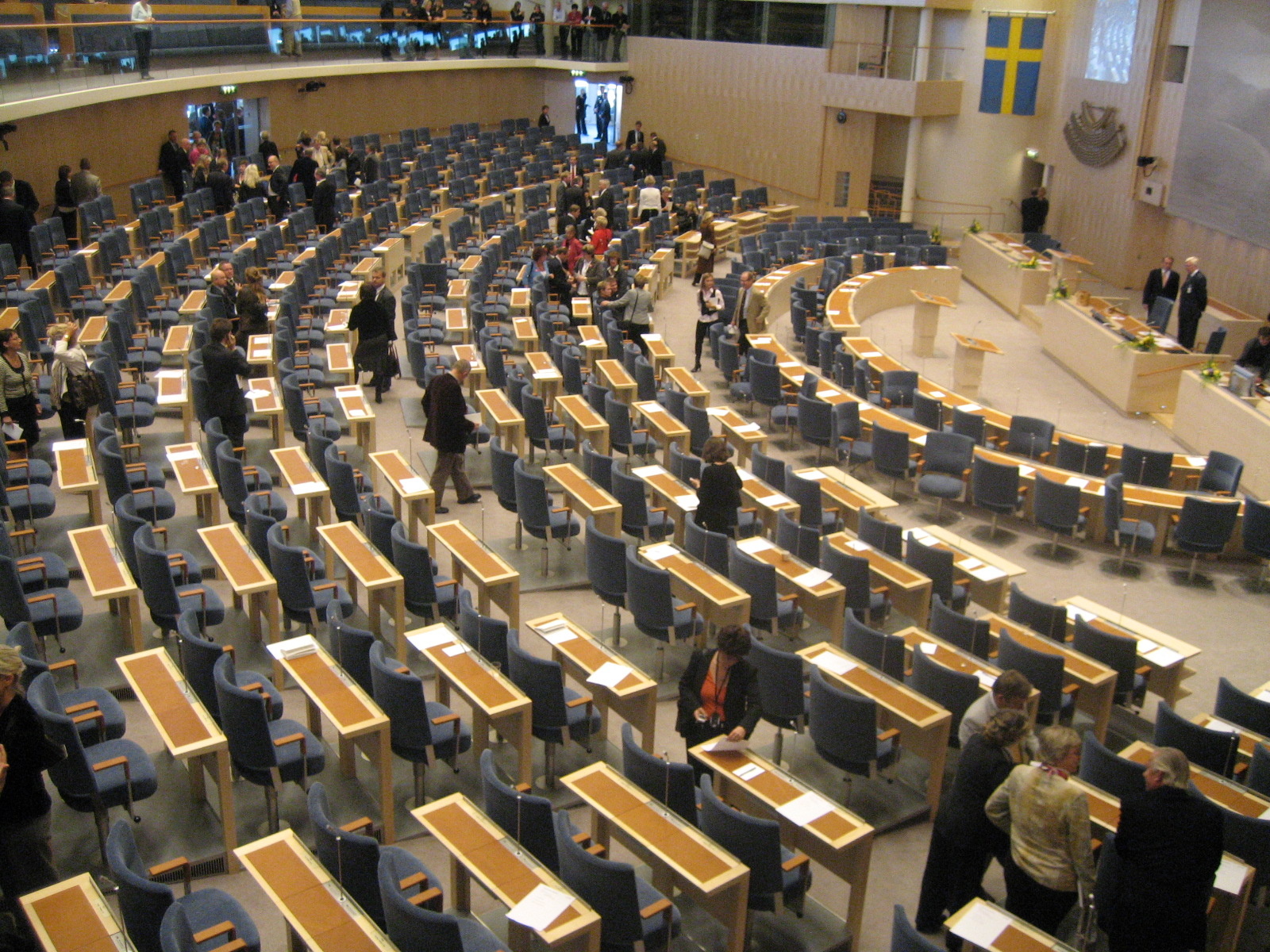
Der Plenarsaal des Reichstages

### Der Reichstag
Schweden hat mit dem Reichstag ein Einkammerparlament, das aus 349 Abgeordneten besteht.
Eine Legislaturperiode dauert vier Jahre. Wahltag ist regulär der zweite Sonntag im September. Die Mandatperiode des Reichstages endet mit der ersten Sitzung des neu gewählten Reichstages. Dieser tritt in der Regel am 15. Tag nach dem Tag der allgemeinen Wahlen zusammen.
Die im Reichstag vertretenen Parteien bilden Fraktionen (schwed. riksdagsgrupp), deren Arbeitsweise gesetzlich nicht geregelt ist. Die Fraktionen entscheiden selbst, wie sie arbeiten wollen; sie bekommen finanzielle Unterstützung.

### Wahlen
Die Wahlen zum Reichstag werden gemäß dem Verhältniswahlrecht beziehungsweise mittels eines modifizierten Sainte-Laguë/Schepers-Verfahrens vorgenommen. Das allgemeine Wahlrecht für Männer gilt seit 1907/1909 Gesetz. Das Frauenwahlrecht auf nationaler Ebene wurde im Rahmen einer Verfassungsreform 1919 bis 1921 eingeführt. 
Erstmals beteiligt waren die Frauen an der Reichstagswahl im September 1921.
Außerordentliche Wahlen können von der Regierung bzw. bei Scheitern der Wahl eines Premierministers vom Reichstagspräsidenten festgelegt werden. Auf provinzialer oder kommunaler Ebene können die jeweiligen parlamentarischen Gremien nach Rücksprache mit der Provinzregierung und der Wahlbehörde außerordentliche Wahlen ansetzen. Die Wahl findet immer an einem Sonntag statt.
Die Regierung hat das Recht, Neuwahlen auszuschreiben. In diesem Fall dauert die Legislaturperiode eines durch Neuwahlen hervorgegangenen Reichstages nur bis zum Ende der regulären Wahlperiode. Solche Wahlen werden daher auch nicht als „Neuwahl“ (nyval) bezeichnet, sondern als „Extrawahl“ (extra val oder extraval). Die Regierung darf eine solche Wahl frühestens drei Monate nach dem ersten Zusammentreten des Reichstags ausrufen. Kommissarisch amtierende Regierungen haben dieses Recht nicht. Auch wenn der Vorschlag des Reichstagspräsidenten zur Wahl des Ministerpräsidenten viermal in Folge abgelehnt wird, muss eine solche außerordentliche Wahl durchgeführt werden. Außerordentliche Wahlen müssen innerhalb von drei Monaten durchgeführt werden.

### Aufgaben
Die wichtigsten Aufgaben des Reichstages sind:
- Wahl des Premierministers
- Gesetzgebung
- Beschlussfassung bezüglich Staatshaushalt, Steuern und Abgaben
- Kontrolle der Regierung
- Entlassung einzelner Regierungsmitglieder oder des Premierministers durch ein Misstrauensvotum

#### Gesetzgebung
Gesetzesentwürfe können von der Regierung (Proposition) oder von Abgeordneten (Motion) eingebracht werden. Bei komplexen Gesetzesvorhaben wird ein auf Konsens ausgerichtetes „Remiss-Verfahren“ angewendet. Danach wird zunächst eine Kommission berufen, die den Sachverhalt untersucht. Die Kommissionsergebnisse werden publiziert („Statens Offentliga Utredningar“, SOU) und gehen allen betroffenen öffentlichen und privaten Einrichtungen zu, damit diese dazu Stellung nehmen können. Erst nach diesem Diskussionsprozess macht die Regierung einen Vorschlag („Proposition“), welche die wichtigsten Untersuchungsergebnisse, Stellungnahmen und den eigentlichen Gesetzesvorschlag enthält. In den Ausschüssen des Reichstages kommt es dann selten zu substantiellen Änderungen des auf diese Weise erzielten Gesetzesvorschlages. Der Reichstag beschließt oder verwirft den Gesetzesvorschlag oder verweist ihn (durch ein Drittel der Abgeordneten) an den Ausschuss zurück. Für die Feststellung des Staatshaushaltes gelten abweichende Regeln. Da ein Haushaltsbeschluss für das folgende Haushaltsjahr zwingend vorgeschrieben ist, kann die Opposition nicht den Vorschlag der Regierung ablehnen ohne einen alternativen Haushaltsentwurf zur Abstimmung zu stellen. Aufgrund dieser Konstruktion kann auch eine Minderheitsregierung in der Regel einen positiven Reichstagsbeschluss für ihre Haushaltsvorlage erhalten. Wenn die Opposition geschlossen für einen Gegenentwurf stimmt, kann die Regierung jedoch gezwungen sein, mit dem Haushalt der Opposition zu regieren. Dies trat nach der Reichstagswahl 2014 ein, als die Schwedendemokraten für den Haushaltsentwurf der Allianz für Schweden stimmten.

#### Verfassungsänderung
Um die Verfassung zu ändern, benötigt ein vorgebrachter Änderungsvorschlag im Reichstag zunächst die einfache Mehrheit. Falls diese zustande gekommen ist, muss der Vorschlag in der darauffolgenden Legislaturperiode abermals mit einfacher Mehrheit angenommen werden. In jedem Fall also muss zwischen den beiden Abstimmungen eine Reichstagswahl liegen, so dass das Volk Einfluss auf die Parteien- bzw. Mehrheitsverhältnisse der zweiten Abstimmung nehmen kann. Der Vorschlag muss zudem spätestens neun Monate vor der Reichstagswahl eingebracht werden.
Neben dieser in der Praxis gebräuchlichsten Art der Verfassungsänderung gibt es auch noch Modifikationen dieses Verfahrens.

### Notstandsregelung
In Krisenfällen kann eine Kriegsdelegation, bestehend aus dem Reichstagspräsidenten und 50 Reichstagsabgeordneten für eine Amtszeit von vier Jahren gewählt werden, um den Reichstag zu ersetzen.

## Exekutive

### Die Regierung
Die schwedische Regierung besteht aus dem Ministerpräsidenten (schwed. statsminister) und den Ministern (schwed. statsråd). Nur der Ministerpräsident wird vom Reichstag gewählt, die Minister werden vom Ministerpräsidenten ernannt und dem Reichstag bekanntgegeben. Der Wahl des Ministerpräsidenten geht ein Vorschlag des Reichstagspräsidenten voraus, den dieser nach Beratungen mit allen Reichstagsfraktionen und seinem Stellvertreter macht. Der von ihm vorgeschlagene Kandidat ist gewählt, wenn nicht mehr als die Hälfte der Reichstagsmitglieder gegen ihn stimmt. Gelingt die Wahl eines Premierministers nach vier Versuchen nicht, wird die Wahl abgebrochen und darf erst nach einer Reichstagswahl erneut durchgeführt werden. Es ist nicht zwingend erforderlich, dass nach einer Reichstagswahl ein neuer Premierminister gewählt wird. Vielmehr muss ein neuer Reichstag innerhalb von zwei Wochen nach seinem ersten Zusammentreten feststellen, ob der Premierminister weiterhin das Vertrauen des Reichstags hat. Hierdurch kann eine Regierung eventuell bestehen bleiben, wenn sie zwar nach der Wahl keine eigene Mehrheit mehr hat, aber auch keine Mehrheit für die Wahl eines anderen Premierministers besteht.
Der Reichstag kann durch Misstrauensvotum den Premierminister oder einen Minister abwählen. Setzt die Regierung innerhalb einer Woche nach dem Votum eine vorgezogene Reichstagswahl an, verbleiben die betroffenen Minister vorerst im Amt.
Die Regierung fasst ihre Beschlüsse kollektiv, wobei der Konsens vom Ministerpräsidenten festgestellt wird.
Die Minister sind i. d. R. einem der zehn Ministerien (schwed. departement) zugeordnet, entweder als deren Leiter oder als Bereichsleiter. Die Hauptaufgabe der Ministerien ist die Vorbereitung von Regierungsbeschlüssen im jeweiligen Fachbereich. Im Gegensatz zu vielen anderen Staaten dürfen die Ministerien aber keine Weisungen an die ihnen unterstellten Behörden erteilen (diese Ostnordische Verwaltungsform wird auch in Finnland praktiziert).

### Die Verwaltung
Schweden ist ein dezentraler Einheitsstaat, ist also nicht föderal organisiert. Jedoch stellen die Gemeinden Selbstverwaltungskörper mit gewisser Autonomie dar.

#### Staatliche Verwaltung

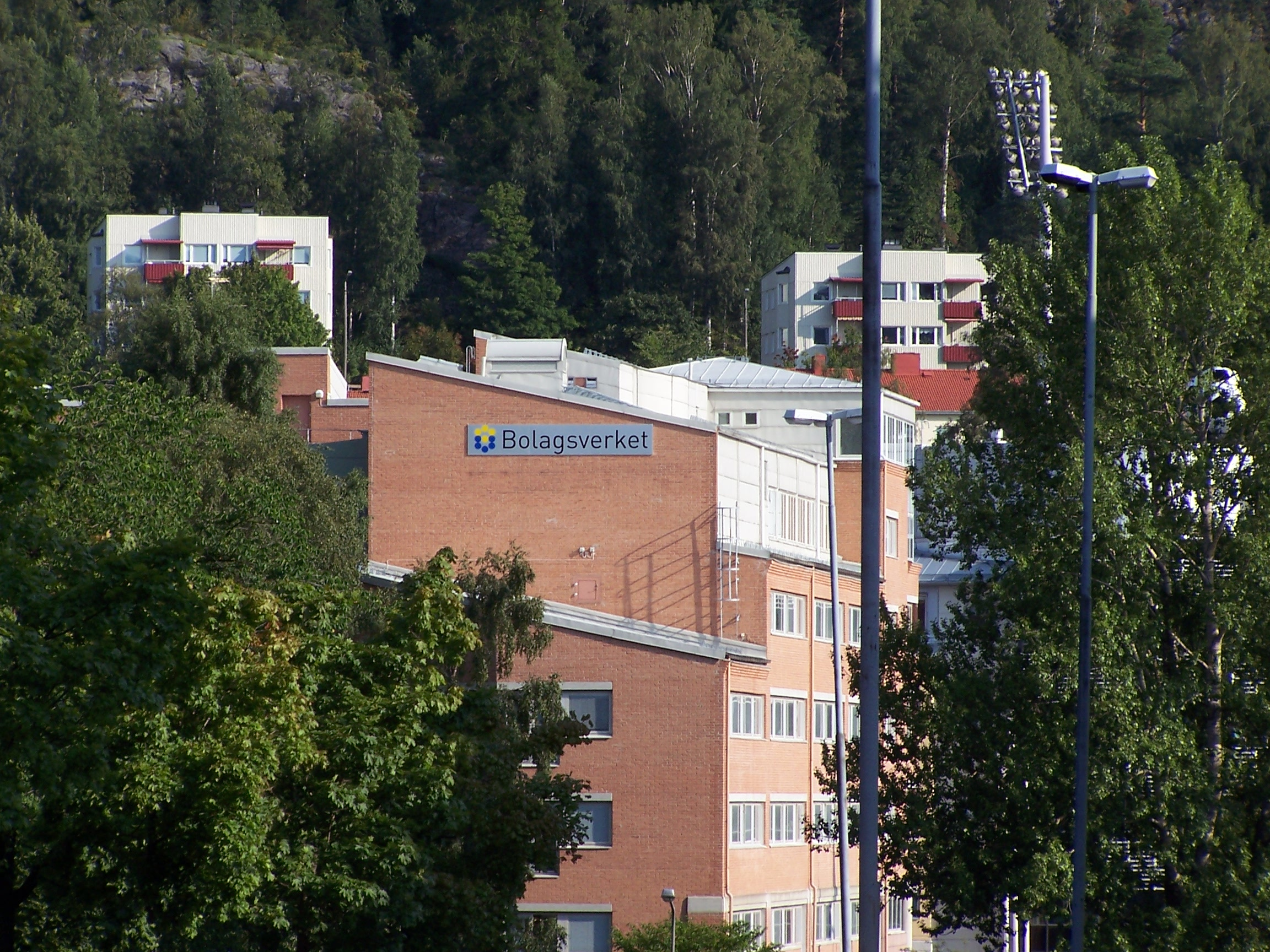
Das Firmenregistrierungsamt in Sundsvall.

Die staatliche Verwaltung ist der Regierung unterstellt. Jede Behörde (schwed. ämbetsverk) ist einem Ministerium zugeordnet. Die Behörden sind für die Umsetzung der vom Reichstag und der Regierung gefassten Beschlüsse und Verordnungen zuständig, sind aber in deren Durchführung selbständig, da sie nicht weisungsgebunden sind.
Jede Behörde steht unter der Leitung eines Generaldirektors und eines Verwaltungsrates, dessen Vorsitzender der Generaldirektor ist. Deren Tätigkeit wird durch das Verwaltungsgesetz aus dem Jahr 1986 geregelt. Die Behörden sind in der Regel nicht in der Hauptstadt Stockholm, sondern in anderen Städten angesiedelt.

#### Regionale Verwaltung
Zur Durchführung regionaler Aufgaben der Staatsverwaltung ist das Land in 21 Provinzen eingeteilt (schwed. län). Die regionalen Verwaltungsaufgaben werden von einer Provinzialregierung (schwed. länsstyrelse) wahrgenommen, deren Vorsitzender der von der Regierung für sechs Jahre ernannte Regierungspräsident (schwed. landshövding) ist. Unter anderem sind die Provinzialregierungen zuständig für Polizeiwesen, öffentlichen Verkehr und Verkehrssicherheit, Zivilverteidigung, Landwirtschaft und Fischerei, Tierschutz und vieles andere.

#### Kommunale Verwaltung

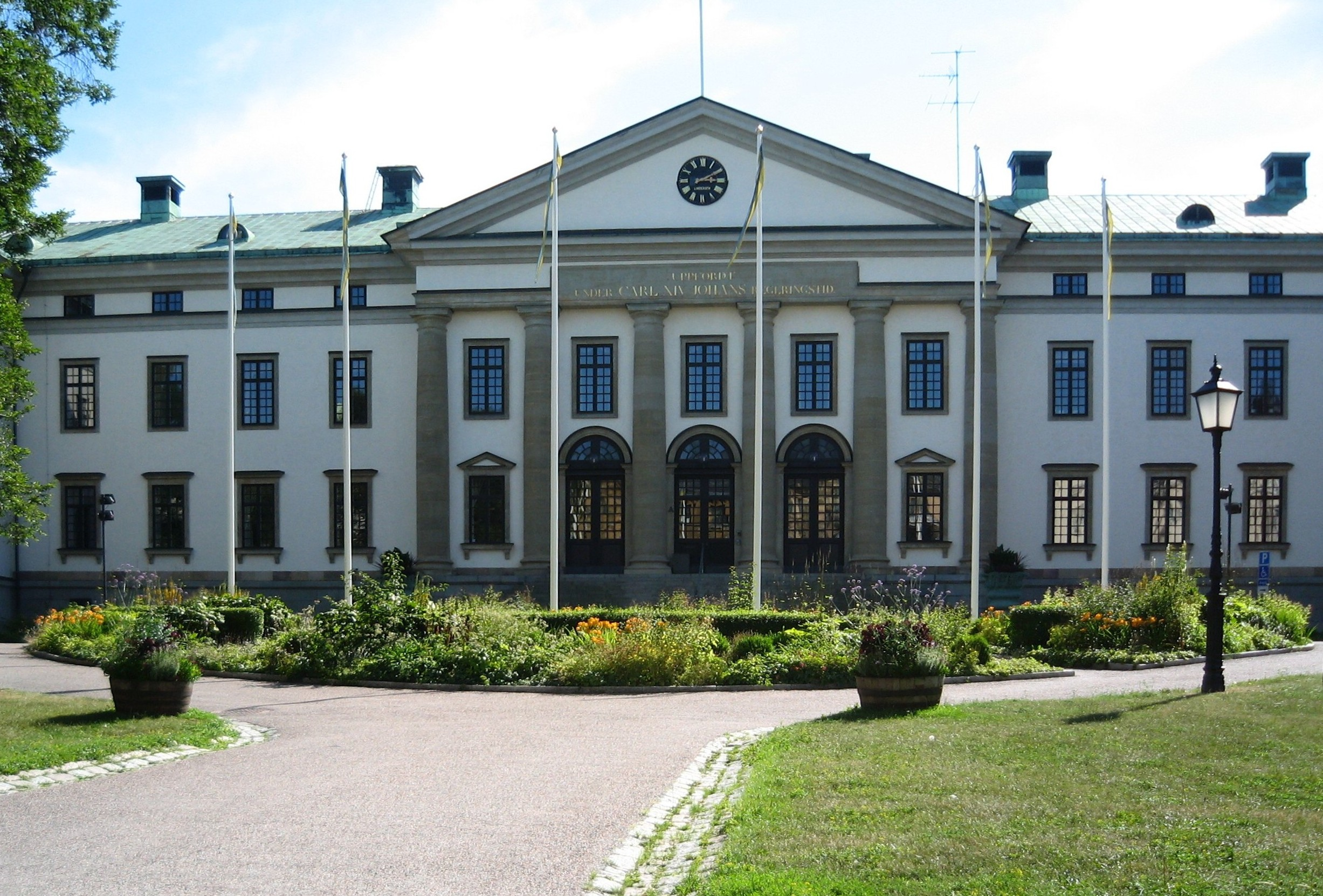
Stockholms Landsting auf Kungsholmen

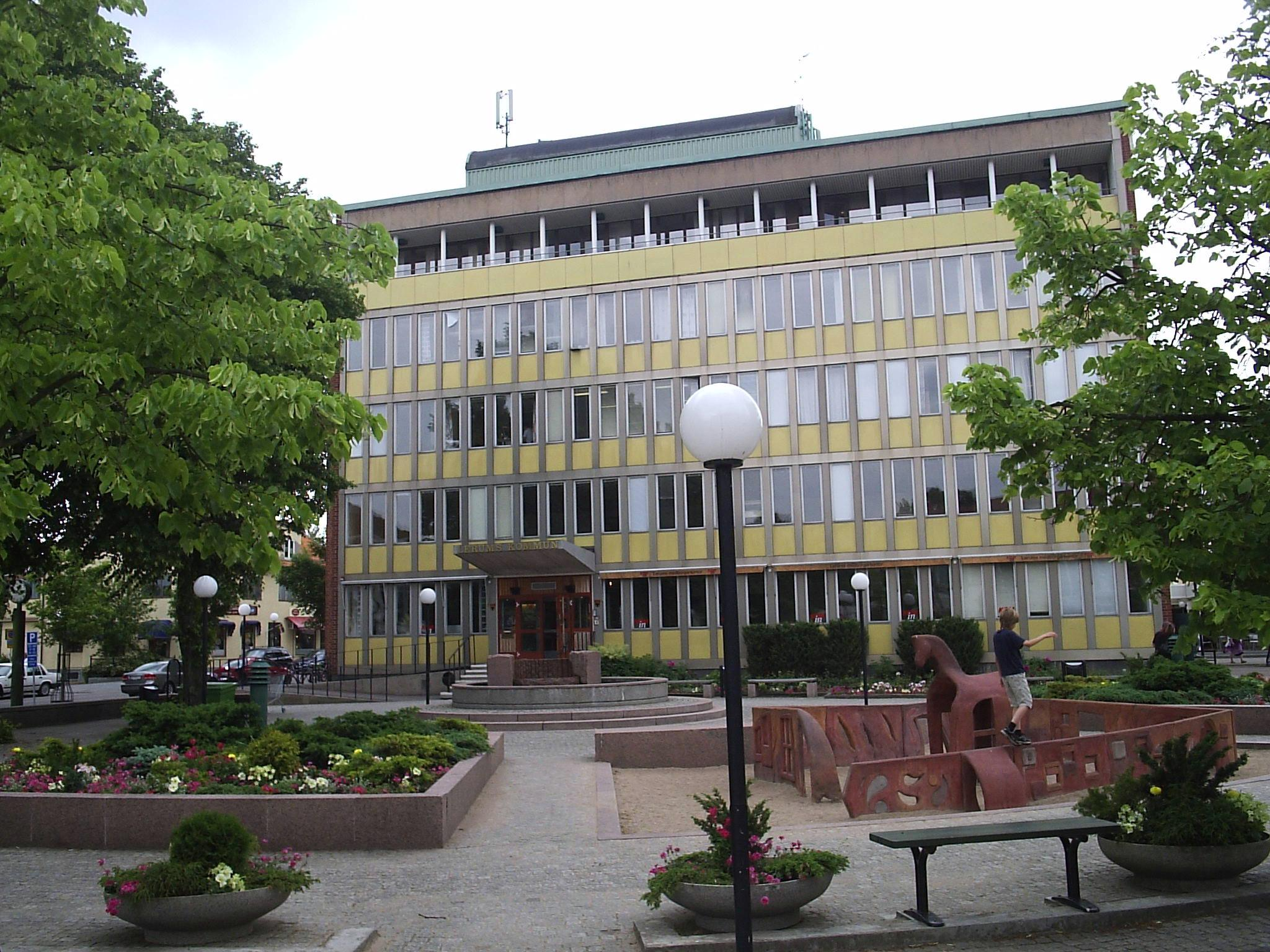
Gemeindeverwaltung in Lerum

Die kommunale Verwaltung erfolgt auf zwei Ebenen: der Gemeinde (schwed. kommun) und dem Provinziallandtag (schwed. landsting). Auf beiden Ebenen gibt es vom Volk alle vier Jahre gewählte Beschlussorgane.
Die Gemeinden (sog. Primärkommunen), deren Zahl sich von 1952 bis heute durch Zusammenlegungen von ungefähr 2.500 auf 290 verringert hat, sind mit der Durchführung von Aufgaben im Rahmen der kommunalen Selbstverwaltung betraut. Wichtige Aufgaben sind u. a. die Kinderbetreuung, das Schulwesen (Grundschulen und Gymnasien), der Sozialdienst, die Altenpflege und die Betreuung von Behinderten, Städteplanung und Bauwesen u. a.
Die Provinziallandtage (sog. Sekundärkommunen) sind für Aufgaben im Rahmen der kommunalen Selbstverwaltung zuständig, die für einzelne Gemeinden zu umfassend sind. Die wichtigste Aufgabe ist das Gesundheitswesen, die Krankenpflege sowie der regionale öffentliche Personennahverkehr.
Gemeinden und Provinziallandtage finanzieren ihre Tätigkeit vor allem durch die Erhebung direkter Einkommensteuern.

## Judikative
Das schwedische Gerichtswesen im Straf- und Zivilrechtsbereich ist auf drei Ebenen organisiert: die Gerichte erster Instanz (tingsrätt), Gerichte zweiter Instanz (hovrätt) und die dritte Instanz, der Oberste Gerichtshof (Högsta domstolen). Letzterer ist letzte Instanz in Zivil- und Strafsachen, die Entscheidungen des Gerichts haben Präjudizwirkung.
Ebenfalls die Verwaltungsgerichte weisen drei Instanzen auf: Verwaltungsgerichte erster Instanz (förvaltningsrätt), die zweiter Instanz (kammarrätt) und der Oberste Verwaltungsgerichtshof (Högsta förvaltningsdomstolen).

## Parteien
Im schwedischen Reichstag sind seit der Wahl 2014 acht Parteien vertreten:
- Centerpartiet (C) (Zentrumspartei)
- Liberalerna (LIB) (Die Liberalen)
- Kristdemokraterna (KD) (Christdemokraten)
- Miljöpartiet de gröna (MP) (Grüne)
- Moderata samlingspartiet (M) (Konservative)
- Sverigedemokraterna (SD) (Schwedendemokraten)
- Sveriges socialdemokratiska arbetareparti (S) (Sozialdemokraten)
- Vänsterpartiet (V) (Linkspartei)

Im Europäischen Parlament hatten weiterhin folgende Parteien Mandate in jüngerer Vergangenheit:
- Die 2003 gegründete europakritische Partei Junilistan gelang bei der 2004 mit 14,5 % der Stimmen der Einzug in das Europäische Parlament und erzielte drei Mandate. Die Partei konnte 2009 mit 3,6 % jedoch keinen Sitz mehr erringen.
- Die 2006 gegründete Piratpartiet (Piratenpartei) erhielt bei den Europawahlen 2009 insgesamt 7,13 % der Stimmen und konnte sich einen Sitz sichern. Bei der Erweiterung des Europaparlaments auf 751 Sitze fiel der Partei ein weiteres Mandat zu. In der Reichstagswahl 2010 konnte die Partei jedoch nicht mehr an diesen Erfolg anknüpfen und erhielt nur 0,63 % der Stimmen. Bei der Europawahl 2014 fiel die Partei wieder unter die 4-Prozent-Hürde.
- Die 2005 unter Mitwirkung der früheren Vorsitzenden der Vänsterpartiet, Gudrun Schyman, gegründete Partei Feministiskt initiativ (Fi) erhielt zwar erhebliche mediale Aufmerksamkeit, konnte aber bislang jedoch nur auf kommunaler und Europaebene Mandate erzielen. Zurzeit stellt die Feministische Initiative seit 2014 einen der 20 schwedischen Sitze im EU-Parlament, ferner ist sie mit 27 Sitzen in einigen Gemeinderäten vertreten.

Daneben gibt es lokale und regionale Parteien, die Abgeordnete in Gemeindeversammlungen oder Provinziallandtage entsenden.